# Klenie Bimolt
Klenie Geertje Bimolt (Assen, 8 giugno 1945) è un'ex nuotatrice olandese.

## Carriera
Ha fatto parte della staffetta 4x100m misti che ha vinto la medaglia d'argento alle Olimpiadi di Tokyo 1964.

## Palmarès
- Giochi olimpici

Tokyo 1964: argento nella 4x100m misti.
- Europei

Lipsia 1962: argento nei 200m rana e nella 4x100m misti.